# Tom Nissalke
Tom Nissalke é um ex-treinador de basquetebol estadunidense, da National Basketball Association e da American Basketball Association. Sua sequência é de 371 vitórias e 508 derrotas.
Iniciou sua carreira no Dallas Chaparrals, da ABA (one conquistou o prêmio de Técnico do Ano) e transferiu-se por uma temporada para o Seattle SuperSonics. Regressou ao Chaparrals, agora localizado em San Antonio e com o nome alterado, onde viveu a melhor temporada da sua carreira em 1974-1975. Após transferiu-se para o Utah Stars, onde ficou até o fechamento das atividades da franquia.
Ele treinou depois o Houston Rockets, onde conquistou o prêmio Melhor Técnico do ano da NBA em 76-77, seguido por Utah Jazz e Cleveland Cavaliers, tendo se aposentado em 1985. Foi comissionário da National Basketball League do Canadá em 1993-94. Sua mulher faleceu em 2006 vítima de câncer. Atualmente é analista de rádio e comentarista de jazz.